# Marguerite de Rohan
Marguerite de Rohan (1617 – Parigi, 9 aprile 1684) fu una nobildonna francese e Duchessa di Rohan per suo proprio diritto. Sposò Henri Chabot per amore e la coppia generò quattro figli. Ricca ereditiera, ebbe il Ducato (poi principato) di Soubise, che fu poi dato a sua figlia Anne.

## Biografia
Fu l'unica figlia di Henri de Rohan, Duca di Rohan e Marguerite de Béthune, a sua volta figlia di Maximilien de Béthune.
La sua famiglia rivendicò la discendenza dai regnanti Duchi di Bretagna e alla corte francese, gli era concesso il rango di Principi Stranieri. Ciò dava loro il diritto all'appellativo di "Altezza" ed altri privilegi a corte.
Facendo appello alla Regina Reggente Anna d'Austria, nel 1645 Luigi XIV emise un certificato che disponeva a Marguerite il diritto «...mantenere il suo status, la sua dignità di principessa, sposasse Henri Chabot». Quando il Marchese di Seneterre la interrogò al riguardo, replicò: «Non so se sarò in grado di decidere di sposarlo, ma mi sento che non potevo sopportare che egli si sposasse con qualcun'altra».

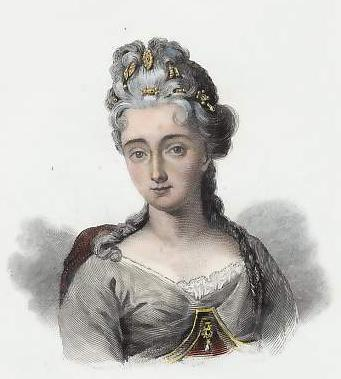
Jeanne Pelagie, figlia minore di Marguerite, in un'incisione del XIX secolo

Precedentemente, la sua mano era stata chiesta da Louis de Bourbon, Conte di Soissons e cugino del Re Enrico IV, ma lei rifiutò. Altri candidati includono il Duca di Nemours come pure il Duca di Sassonia-Weimar. Infine, sposò Henri a Parigi il 6 giugno 1645. La coppia fu genitrice di sei figli, quattro dei quali ebbero discendenza.
Con il suo matrimonio, portò la sua dote a suo marito così come tutti i suoi possedimenti e titoli, alla condizione che i figli portassero solo il nome e lo stemma dei Rohan. Successivamente i figli decisero di chiamarsi Rohan-Chabot e quindi di non onorare le clausole del contratto di matrimonio.
Il matrimonio di una Rohan con un semplice nobiluomo senza fortuna, fu visto come una mésalliance per i potenti Rohan, che erano una delle più antiche famiglie di Francia. Suo marito fu creato Duca di Rohan nel 1648.
I titoli che detenne per proprio diritto erano: Duchessa di Rohan, Principessa di Léon, Duchessa di Frontenay, Contessa di Porhoët, Marchesa di Blain, Dama di Lorges.
Il Titolo Ducale di Pari di Rohan fu ristabilito per Chabot nel 1648. Marguerite, Duchessa di Rohan per proprio diritto, da vedova fu nominata tutrice dei suoi figli per decreto reale del 10 giugno 1655.
Morì a Parigi il 9 aprile 1684 all'età di 67 anni.

## Discendenti
Marguerite ha diversi discendenti in tutta Europa. 
- Attraverso suo figlio è una antenata in linea diretta maschile di Josselin de Rohan, un attuale membro del Senato di Francia.

- Attraverso sua figlia Anne, è una antenata dei Principi di Guéméné, un'altra linea del Casato di Rohan, così come dell'attuale Principe di Monaco.

## Figli
- X de Rohan-Chabot
- Marguerite Gabrielle Charlotte de Rohan-Chabot (m.17 giugno 1720): sposò Malo de Coëtquen, Marchese de Coëtquen ed ebbe figli;
- Anne de Rohan-Chabot (1648 – 4 febbraio 1709), Principessa di Soubise: sposò François de Rohan ed ebbe figli; fu amante di Luigi XIV;
- Gilone de Rohan-Chabot (?): morì nell'infanzia;
- Louis de Rohan-Chabot, Duca di Rohan, Principe di Léon (3 novembre 1652 – 17 agosto 1727): sposò Marie Elisabeth du Bec-Crespin de Grimaldi ed ebbe figli;
- Jeanne Pelagie de Rohan-Chabot (m.18 agosto 1698): sposò Alexandre Guillaume de Melun, Principe d'Epinoy ed ebbe figli; fu la nonna di Anne Julie de Melun, Principessa di Soubise moglie di Jules de Rohan, un nipote della summenzionata Anne.[1]

## Ascendenza
|                                        |                                               |                                                         | Genitori                                       |  |  | Nonni |  |  | Bisnonni                  |  |  | Trisnonni                                |  |
|                                        |                                               |                                                         |                                                |  |  |       |  |  | René I, visconte di Rohan |  |  | Pierre II de Rohan, signore di Frontenay |  |
|                                        |                                               |                                                         |                                                |  |  |       |  |  | René I, visconte di Rohan |  |  | Pierre II de Rohan, signore di Frontenay |  |
|                                        |                                               | Anne de Rohan                                           |                                                |  |  |       |  |  | René I, visconte di Rohan |  |  |                                          |  |
| René II, visconte di Rohan             |                                               |                                                         |                                                |  |  |       |  |  | René I, visconte di Rohan |  |  |                                          |  |
|                                        |                                               | Isabeau de Navarre                                      | Jean II d'Albret, conte di Périgord            |  |  |       |  |  |                           |  |  |                                          |  |
|                                        |                                               | Isabeau de Navarre                                      | Jean II d'Albret, conte di Périgord            |  |  |       |  |  |                           |  |  |                                          |  |
|                                        |                                               | Isabeau de Navarre                                      | Catherine, regina di Navarra                   |  |  |       |  |  |                           |  |  |                                          |  |
| Henri II, duca di Rohan                |                                               | Isabeau de Navarre                                      |                                                |  |  |       |  |  |                           |  |  |                                          |  |
|                                        |                                               | Jean V de Parthenay, signore di Soubise                 | Jean IV de Parthenay, signore di Soubise       |  |  |       |  |  |                           |  |  |                                          |  |
|                                        |                                               | Jean V de Parthenay, signore di Soubise                 | Jean IV de Parthenay, signore di Soubise       |  |  |       |  |  |                           |  |  |                                          |  |
|                                        |                                               | Jean V de Parthenay, signore di Soubise                 | Michelle de Saubonne                           |  |  |       |  |  |                           |  |  |                                          |  |
| Catherine de Parthenay                 |                                               | Jean V de Parthenay, signore di Soubise                 |                                                |  |  |       |  |  |                           |  |  |                                          |  |
|                                        |                                               | Antoinette Bouchard d'Aubeterre                         | François II Bouchard, signore d'Aubeterre      |  |  |       |  |  |                           |  |  |                                          |  |
|                                        |                                               | Antoinette Bouchard d'Aubeterre                         | François II Bouchard, signore d'Aubeterre      |  |  |       |  |  |                           |  |  |                                          |  |
|                                        |                                               | Antoinette Bouchard d'Aubeterre                         | Isabelle de Saint-Seine                        |  |  |       |  |  |                           |  |  |                                          |  |
| Marguerite, duchessa di Rohan          |                                               | Antoinette Bouchard d'Aubeterre                         |                                                |  |  |       |  |  |                           |  |  |                                          |  |
|                                        | François I de Béthune, barone di Rosny e Baye | Jean IV de Béthune, barone de Baye                      |                                                |  |  |       |  |  |                           |  |  |                                          |  |
|                                        | François I de Béthune, barone di Rosny e Baye | Jean IV de Béthune, barone de Baye                      |                                                |  |  |       |  |  |                           |  |  |                                          |  |
|                                        | François I de Béthune, barone di Rosny e Baye | Anne de Melun, signora di Rosny e Villeneuve-en-Chevrie |                                                |  |  |       |  |  |                           |  |  |                                          |  |
| Maximilien I de Béthune, duca di Sully | François I de Béthune, barone di Rosny e Baye |                                                         |                                                |  |  |       |  |  |                           |  |  |                                          |  |
|                                        |                                               | Charlotte Dauvet                                        | Robert Dauvet, signore d'Eraines               |  |  |       |  |  |                           |  |  |                                          |  |
|                                        |                                               | Charlotte Dauvet                                        | Robert Dauvet, signore d'Eraines               |  |  |       |  |  |                           |  |  |                                          |  |
|                                        |                                               | Charlotte Dauvet                                        | Anne Briçonnet                                 |  |  |       |  |  |                           |  |  |                                          |  |
| Marguerite de Béthune                  |                                               | Charlotte Dauvet                                        |                                                |  |  |       |  |  |                           |  |  |                                          |  |
|                                        |                                               | Jacques de Cochefilet, conte di Vaucelas                | Georges de Cochefilet, signore di Vaucelas     |  |  |       |  |  |                           |  |  |                                          |  |
|                                        |                                               | Jacques de Cochefilet, conte di Vaucelas                | Georges de Cochefilet, signore di Vaucelas     |  |  |       |  |  |                           |  |  |                                          |  |
|                                        |                                               | Jacques de Cochefilet, conte di Vaucelas                | Jeanne de Hangest                              |  |  |       |  |  |                           |  |  |                                          |  |
| Rachel de Cochefilet                   |                                               | Jacques de Cochefilet, conte di Vaucelas                |                                                |  |  |       |  |  |                           |  |  |                                          |  |
|                                        |                                               | Marie Arbaleste                                         | Jean Arbaleste, signore de la Borde-le-Vicomte |  |  |       |  |  |                           |  |  |                                          |  |
|                                        |                                               | Marie Arbaleste                                         | Jean Arbaleste, signore de la Borde-le-Vicomte |  |  |       |  |  |                           |  |  |                                          |  |
|                                        |                                               | Marie Arbaleste                                         | Madelaine de Feugerais                         |  |  |       |  |  |                           |  |  |                                          |  |
|                                        |                                               | Marie Arbaleste                                         |                                                |  |  |       |  |  |                           |  |  |                                          |  |

## Titoli ed appellativi
- 1617 – 13 aprile 1639: Sua Altezza Mademoiselle de Rohan
- 13 aprile 1639 – 27 febbraio 1655: Sua Altezza la Duchessa di Rohan, Principessa di Léon
- 27 febbraio 1655 – 9 aprile 1684: Sua Altezza la Duchessa Vedova di Rohan, Principessa Vedova di Léon